# Still Alive (Ellen McLain-låt)
Still Alive är en av låtarna i datorspelet Portal. Låten är skriven av Jonathan Coulton och är i spelet framförd av röstskådespelerskan Ellen McLain som karaktären Glados. Idén till låten sägs komma från ett möte Coulton hade med två utvecklare från Valve. Låten finns även med i spelet Left 4 Dead  samt uppföljaren, och att ladda ner till Rock Band.
Låten fick ett mycket positivt mottagande av de kritiker som recenserade datorspelet.

## I annan media

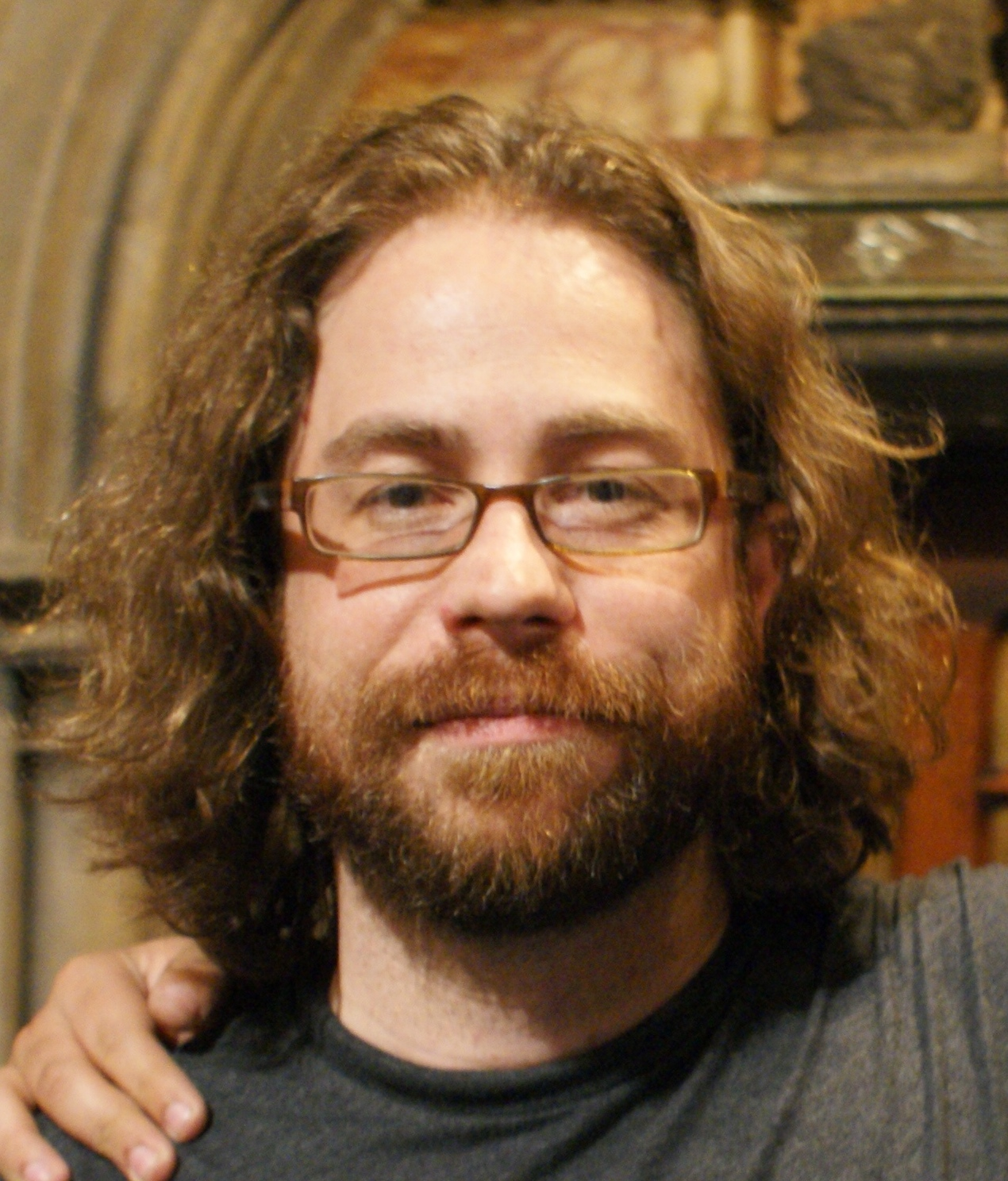
Kompositören av Still Alive, Jonathan Coulton.

Låten var med i The Orange Box Original Soundtrack, som släpptes på Steam, och som innehöll både originalversionen, och en remix sjungen av Coulton själv. Låten finns även med i Valves zombie-spel Left 4 Dead 2, där den kan spelas på en jukebox i två olika kampanjer; En annan låt av Jonathan Coulton, Re: Your Brains, finns också med på jukeboxen. Still Alive är populärt ämne för covers och remixer på sidor som Youtube. I Portal-modden Portal Prelude, kan en remix av Still Alive höras på två radioapparater. Där framförs de dock inte av Glados.

### IRock Band
Still Alive fanns som en nedladdningsbar låt till flera spel i Rock Band-serien, inklusive Rock Band, Rock Band 2 och Rock Band Unplugged. Låten fanns att få gratis till Xbox 360 och Playstation 3, som ett sätt att tacka spelare för att de stödjer spelserien. Efter klagomål om att Rock Band Unpluggeds version av låten inte var gratis, ändrades detta, och de som redan betalat för låten fick sina pengar tillbaka.